# Honesty Et Jalousie (Fais Un Choix Dans La Vie)
A Honesty Et Jalousie (Fais Un Choix Dans La Vie) című dal a francia hiphopcsapat Alliance Ethnik 3. és egyben utolsó kimásolt kislemeze a Simple & Funky című albumról.
A dal a bakelit album megjelenésen nem szerepel, csupán az európai cd változaton kapott helyet.

## Megjelenések
CD Single  Franciaország Delabel – 7243 8 93214 2 5
1. Honesty & Jalousie (Fais Un Choix Dans La Vie) 4:27
2. Sincérité Et Jalousie (En Concert) 3:05

## A dal zenei alapja
A Honesty & Jalousie (Fais Un Choix Dans La Vie) című dalhoz az alábbi zenei alapot használták fel:
- Digital Underground-The Humpty Dance[5] (1989)
- The Stop The Violence Movement-Self Destruction[6] (1989)
- Rumple-Stilts-Skin-I Think I Want To Dance With You[7](1983)
- The S.O.S. Band-Just Be Good To Me[8] (1983)

## Slágerlista
| Slágerlista (1995)               | Legjobb helyezések |
| -------------------------------- | ------------------ |
| Belgian (Wallonia) Singles Chart | 3                  |
| French SNEP Singles Chart        | 5                  |